# Was gibt es Neues? (Hörfunksendung)
Was gibt es Neues? war eine Hörfunksendung, die im ORF jeden Sonntagmorgen von Heinz Conrads moderiert wurde. 
Entwickelt wurde sie von Heinz Sandauer und stellte zunächst ein typisches Produkt der alliierten Rundfunkpolitik, später vor allem aber der Wirtschaftswunderzeit dar. Zunächst wurde sie von der RAVAG, genauer gesagt von Radio Wien, ins Leben gerufen und  sofort zum Publikumserfolg. Ihr ging eine Suche nach einer Konkurrenzsendung zu den sehr beliebten Unterhaltungssendungen des unter US-amerikanischen Einfluss stehenden Senders Rot-Weiß-Rot voraus. Radio Wien war eher unbeliebt, weil der Sender (das Funkhaus von dem aus die Sendungen abgewickelt wurden, befand sich in der sowjetischen Besatzungszone Wiens) in der Bevölkerung als „Russensender“ galt. 
Mit der Rundfunkreform Gerd Bachers 1967 wurde Was gibt es Neues? in das Mantelprogramm von Österreich Regional übernommen.
Die Sendung begann im Februar 1946 unter dem Titel Was machen wir am Sonntag, wenn es schön ist? wechselte aber bald auf den neuen Titel. Sie wurde live aus dem großen Sendesaal des Wiener Funkhauses in der Argentinierstraße ausgestrahlt. Fixpunkte der Sendung war die von Conrads stets live gesungene und meist von seinem Mitarbeiter Gustav Zelibor am Klavier begleitete Kennmelodie: 
Was gibt es Neues, was gibt es Neues, was alle Menschen interessiert in unserer Zeit? Was gibt es Neues, was gibt es Neues? Wer noch Humor im Herzen hat, der höre mir zu! Den grauen Tag nur hell zu sehen, sind wir bereit! Schau dir mit mir die Woche an, dann lächelst auch du, lieber Weiß-Hörer, Auf-Hörer, Ab-Hörer, Zuhörer, Her-Hörer, drum:  Was gibt es Neues, was gibt es Neues in unser'a singenden, klingenden Wochen-Plauderei? Wir wünschen dir, liebes Österreich, einen schönen Guten Morgen, wir sind so frei., die Begrüßung Guten Morgen die Damen, guten Morgen die Herrn, guten Morgen die Madeln, serwas die Buam!, sowie das ebenfalls live vorgetragene Schlusslied Schau doch auf die Uhr, es ist schon spät… (beide komponiert von Zelibor). 
In der Folge waren für die pianistische Begleitung von Heinz Conrads tätig: Carl de Groof, Herbert Seiter, Hans Kann, Leopold Grossmann, Franz Bauer-Theussl und Heinz Hruza. Auch sämtliche weiteren Musikstücke wurden von Conrads und seinen Mitarbeitern live eingespielt. Dies trug nicht unwesentlich zur Popularität von Conrads bei. 
Zu den Fixpunkten zählten aber auch die anscheinend für einen großen Teil des damaligen Publikums unverzichtbare Frage nach dem Befinden und die darauf folgenden Genesungswünsche. 
Die Erinnerung an die Sendung, die über Jahrzehnte nahezu unverändert ausgestrahlt wurde, ist auch heute noch bei vielen Österreichern präsent. So richtete sich die auf Radio Wien sonntäglich ausgestrahlte Sendung Trost und Rat von Willi Resetarits bewusst an die Stilelemente von Was gibt es Neues? an, außerdem warb ein Sportartikelhändler noch 2024 mit dem Slogan Servus die Wadeln.
Am 9. Februar 1986, 40 Jahre nach ihrem Beginn, wurde Was gibt es Neues? zum letzten Mal gesendet; Conrads war damals 73 Jahre alt und die Sendereihe wurde wegen seiner Erkrankung unterbrochen. Zwei Monate später starb er.
1957 wurde die Sendung für das Fernsehen adaptiert und später in Guten Abend am Samstag umbenannt.